# زندگی خودت را بکن
«زندگی خودت را بکن» (به انگلیسی: Live Your Life) تک‌آهنگی از تی.آی.، ریانا است که در ۲۳ سپتامبر ۲۰۰۸ منتشر شد.
این تک‌آهنگ در چارت‌های ، در رتبه اول و در چارت‌های ، ایرلند، نروژ، استرالیا، فنلاند، سوئد، سوئیس، نیوزلند، اتریش جزو ده ترانه اول قرار گرفت.